# Namuncha
Namuncha är en ort i distriktet Kajiado i provinsen Rift Valley i Kenya.